# Ca l'Arrel (Arbolí)
Ca l'Arrel és una casa d'Arbolí (Baix Camp) inclosa a l'Inventari del Patrimoni Arquitectònic de Catalunya.

## Descripció
Edifici de planta baixa, amb una gran portalada adovellada de mig punt, i un pis amb dues finestres, bastit de paredat arrebossat i cobert per una teulada a dos vessants. Interiorment hi ha també arcades de mig punt que actuen com a elements de sosteniment.

## Història
La memòria col·lectiva atribueix a aquesta casa el fet de ser la més antiga del poble, fet que, en principi, pot ser cert, ja que aquest sector de la població és també el més antic. Ha estat casa important, i disposa de trossos de terra prop del poble, així com d'una era.